# Bundestagswahlkreis Krefeld I – Neuss II
Der Bundestagswahlkreis Krefeld I – Neuss II (Wahlkreis 109; bis zur Bundestagswahl 2021 Wahlkreis 110) liegt in Nordrhein-Westfalen und umfasst den südlichen Teil der kreisfreien Stadt Krefeld mit den Stadtbezirken West, Süd, Fischeln, Oppum-Linn und Uerdingen sowie die Gemeinden Meerbusch, Kaarst, Korschenbroich und Jüchen aus dem Rhein-Kreis Neuss.

## Wahlkreisgeschichte
Der Wahlkreis wurde zur Bundestagswahl 2002 aus Teilen der ehemaligen Wahlkreise Krefeld und Neuss II neu eingerichtet. Die Aufteilung von Krefeld auf die zwei Wahlkreise Krefeld I – Neuss II und Krefeld II – Wesel II sorgte in Krefeld für großen Unmut. Von verschiedenen Seiten wurden Klagen vor dem Bundesverfassungsgericht gegen diese Wahlkreiseinteilung erhoben, die jedoch alle abgewiesen wurden. Zur Bundestagswahl 2013 änderte sich die Wahlkreisnummer von 111 zu 110 und zur Bundestagswahl 2025 zu 109.

## Wahlkreisabgeordnete
| Wahl | Abgeordneter | Abgeordneter    | Partei | Stimmen in % |
| ---- | ------------ | --------------- | ------ | ------------ |
| 2002 |              | Willy Wimmer    | CDU    | 43,5         |
| 2005 | 47,4 %       | Willy Wimmer    | CDU    |              |
| 2009 |              | Ansgar Heveling | CDU    | 42,3         |
| 2013 | 49,1         | Ansgar Heveling | CDU    |              |
| 2017 | 42,4         | Ansgar Heveling | CDU    |              |
| 2021 | 33,4         | Ansgar Heveling | CDU    |              |
| 2025 | 37,8         | Ansgar Heveling | CDU    |              |

## Wahlergebnisse

### Bundestagswahl 2025
| Kandidaten                                             | Kandidaten                   | Parteien/Listen       | Erststimmen | Erststimmen | Zweitstimmen | Zweitstimmen |
| Kandidaten                                             | Kandidaten                   | Parteien/Listen       | Stimmen     | %           | Stimmen      | %            |
| ------------------------------------------------------ | ---------------------------- | --------------------- | ----------- | ----------- | ------------ | ------------ |
|                                                        | Ina Spanier-Oppermann        | SPD                   | 36.512      | 22,4        | 29.572       | 18,1         |
|                                                        | Ansgar Hevelinggewählt im WK | CDU                   | 61.543      | 37,8        | 55.630       | 34,1         |
|                                                        | Vincent Franz Lohmann        | Bündnis 90/Die Grünen | 17.840      | 11,0        | 20.007       | 12,3         |
|                                                        | Otto Fricke                  | FDP                   | 8.910       | 5,5         | 10.107       | 6,2          |
|                                                        | Frank Wübbeling              | AfD                   | 23.769      | 14,6        | 23.886       | 14,6         |
|                                                        | Stephan Hagemes              | Die Linke             | 10.838      | 6,7         | 11.477       | 7,0          |
|                                                        | Olaf Paas                    | Freie Wähler          | 3.268       | 2,0         | 1.033        | 0,6          |
|                                                        | –                            | Tierschutzpartei      | –           | –           | 2.103        | 1,3          |
|                                                        | –                            | dieBasis              | –           | –           | 372          | 0,2          |
|                                                        | –                            | Die PARTEI            | –           | –           | 827          | 0,5          |
|                                                        | –                            | Todenhöfer            | –           | –           | 330          | 0,2          |
|                                                        | –                            | Volt                  | –           | –           | 913          | 0,6          |
|                                                        | –                            | MLPD                  | –           | –           | 48           | 0,0          |
|                                                        | –                            | PdF                   | –           | –           | 301          | 0,2          |
|                                                        | –                            | Bündnis Deutschland   | –           | –           | 190          | 0,1          |
|                                                        | –                            | BSW                   | –           | –           | 6.285        | 3,9          |
|                                                        | –                            | MERA25                | –           | –           | 66           | 0,0          |
|                                                        | –                            | WerteUnion            | –           | –           | 97           | 0,1          |
| Gesamt                                                 | Gesamt                       | Gesamt                | 162.680     | 100         | 163.244      | 100          |
|                                                        |                              |                       |             |             |              |              |
| Ungültige Stimmen                                      | Ungültige Stimmen            | Ungültige Stimmen     | 1.470       | 0,9         | 906          | 0,6          |
| Wähler                                                 | Wähler                       | Wähler                | 164.150     | 83,5        | 164.150      | 83,5         |
| Wahlberechtigte                                        | Wahlberechtigte              | Wahlberechtigte       | 196.586     |             | 196.586      |              |
|                                                        |                              |                       |             |             |              |              |
| Quellen: Die Bundeswahlleiterin, Kandidaten – Ergebnis |                              |                       |             |             |              |              |

### Bundestagswahl 2021
| Kandidaten                                            | Kandidaten                   | Parteien/Listen      | Erststimmen | Erststimmen | Zweitstimmen | Zweitstimmen |
| Kandidaten                                            | Kandidaten                   | Parteien/Listen      | Stimmen     | %           | Stimmen      | %            |
| ----------------------------------------------------- | ---------------------------- | -------------------- | ----------- | ----------- | ------------ | ------------ |
|                                                       | Ansgar Hevelinggewählt im WK | CDU                  | 51.500      | 33,4        | 45.635       | 29,5         |
|                                                       | Philipp Einfalt              | SPD                  | 39.253      | 25,5        | 39.407       | 25,5         |
|                                                       | Otto Fricke                  | FDP                  | 18.781      | 12,2        | 22.069       | 14,3         |
|                                                       | Christof Rausch              | AfD                  | 9.150       | 5,9         | 9.342        | 6,0          |
|                                                       | Katharina Voller             | GRÜNE                | 24.383      | 15,8        | 24.014       | 15,5         |
|                                                       | Julia Suermondt              | DIE LINKE            | 4.319       | 2,8         | 4.680        | 3,0          |
|                                                       | Konstantin Florenz           | Die PARTEI           | 2.918       | 1,9         | 1.610        | 1,0          |
|                                                       | –                            | Tierschutzpartei     | –           | –           | 2.111        | 1,4          |
|                                                       | –                            | PIRATEN              | –           | –           | 580          | 0,4          |
|                                                       | Ralf Krings                  | FREIE WÄHLER         | 1.980       | 1,3         | 981          | 0,6          |
|                                                       | –                            | NPD                  | –           | –           | 108          | 0,1          |
|                                                       | –                            | ÖDP                  | –           | –           | 117          | 0,1          |
|                                                       | –                            | V-Partei³            | –           | –           | 119          | 0,1          |
|                                                       | –                            | Gesundheitsforschung | –           | –           | 155          | 0,1          |
|                                                       | Heiko Grupp                  | MLPD                 | 163         | 0,1         | 44           | 0,0          |
|                                                       | –                            | Die Humanisten       | –           | –           | 103          | 0,1          |
|                                                       | –                            | DKP                  | –           | –           | 45           | 0,0          |
|                                                       | –                            | SGP                  | –           | –           | 16           | 0,0          |
|                                                       | Stefan Marzinowski           | dieBasis             | 1.759       | 1,1         | 1.528        | 1,0          |
|                                                       | –                            | Bündnis C            | –           | –           | 94           | 0,1          |
|                                                       | –                            | du.                  | –           | –           | 65           | 0,0          |
|                                                       | –                            | LIEBE                | –           | –           | 201          | 0,1          |
|                                                       | –                            | LKR                  | –           | –           | 33           | 0,0          |
|                                                       | –                            | PdF                  | –           | –           | 36           | 0,0          |
|                                                       | –                            | LfK                  | –           | –           | 147          | 0,1          |
|                                                       | –                            | Team Todenhöfer      | –           | –           | 975          | 0,6          |
|                                                       | –                            | Volt                 | –           | –           | 379          | 0,2          |
| Gesamt                                                | Gesamt                       | Gesamt               | 154.206     | 100         | 154.594      | 100          |
|                                                       |                              |                      |             |             |              |              |
| Ungültige Stimmen                                     | Ungültige Stimmen            | Ungültige Stimmen    | 1.520       | 1,0         | 1.132        | 0,7          |
| Wähler                                                | Wähler                       | Wähler               | 155.726     | 77,8        | 155.726      | 77,8         |
| Wahlberechtigte                                       | Wahlberechtigte              | Wahlberechtigte      | 200.048     |             | 200.048      |              |
|                                                       |                              |                      |             |             |              |              |
| Quellen: Die Bundeswahlleiterin, Kandidaten – Stimmen |                              |                      |             |             |              |              |

### Bundestagswahl 2017
Diese fand am 24. September 2017 statt.
| Direktkandidat       | Partei    | Erststimmen in % | Zweitstimmen in % |
| -------------------- | --------- | ---------------- | ----------------- |
| Ansgar Heveling      | CDU       | 42,4             | 35,6              |
| Nicole Specker       | SPD       | 25,5             | 22,1              |
| Otto Fricke          | FDP       | 11,5             | 17,4              |
| Susanne Mervat Badra | GRÜNE     | 6,6              | 7,1               |
| Heiner Bäther        | DIE LINKE | 5,1              | 6,4               |
| Christof Rausch      | AfD       | 7,3              | 7,9               |
| —                    | Sonstige  | —                | 3,6               |

### Bundestagswahl 2013
Diese fand am 22. September 2013 statt.
| Direktkandidat     | Partei    | Erststimmen in % | Zweitstimmen in % |
| ------------------ | --------- | ---------------- | ----------------- |
| Ansgar Heveling    | CDU       | 49,1             | 44,7              |
| Benedikt Winzen    | SPD       | 30,9             | 27,4              |
| Otto Fricke        | FDP       | 3,7              | 7,3               |
| Karl-Heinz Renner  | GRÜNE     | 5,8              | 6,9               |
| Manfred Büddemann  | DIE LINKE | 4,1              | 5,2               |
| Wilhelm Frömgen    | PIRATEN   | 2,3              | 2,1               |
| Mirko Hilgers      | NPD       | 0,9              | 0,8               |
| Heinz-Josef Hecker | AfD       | 2,4              | 3,9               |
| —                  | Sonstige  | —                | 1,7               |

### Bundestagswahl 2009
| Direktkandidat         | Partei               | Erststimmen in % | Zweitstimmen in % | Bundestagswahl 2005 Zweitstimmen in % |
| ---------------------- | -------------------- | ---------------- | ----------------- | ------------------------------------- |
| Bernd Scheelen         | SPD                  | 29,1             | 24,0              | 33,5                                  |
| Ansgar Heveling        | CDU                  | 42,3             | 35,7              | 38,6                                  |
| Otto Fricke            | FDP                  | 12,3             | 19,3              | 13,7                                  |
| Hans Christian Markert | GRÜNE                | 8,1              | 9,4               | 7,2                                   |
| Manfred Büddemann      | Die Linke.           | 5,8              | 6,8               | 4,3                                   |
| —                      | REP                  | —                | 0,2               | 0,3                                   |
| —                      | Die Tierschutzpartei | —                | 0,6               | 0,5                                   |
| Michael Janssen        | NPD                  | 0,9              | 0,7               | 0,7                                   |
| Michael Koesling       | FAMILIE              | 1,4              | 0,7               | 0,5                                   |
| —                      | PIRATEN              | –                | 1,5               | -                                     |
| —                      | RENTNER              | –                | 0,4               | -                                     |
| —                      | ZENTRUM              | —                | 0,2               | 0,1                                   |
| —                      | BüSo                 | —                | 0,0               | 0,0                                   |
| —                      | Volksabstimmung      | —                | 0,1               | 0,1                                   |
| —                      | MLPD                 | —                | 0,0               | 0,0                                   |
| —                      | PSG                  | —                | 0,0               | 0,0                                   |
| —                      | RRP                  | —                | 0,1               | —                                     |
| —                      | ödp                  | —                | 0,1               | —                                     |